# Джонс, Падди
Патрик Стивен (Падди) Джонс (англ. Patrick Stephen "Paddy" Johns; родился 19 февраля 1968, Портадаун) — ирландский регбист, игравший на позиции замка; капитан сборной Ирландии с июня 1998 по апрель 1999 года.

## Биография

### Клубная карьера
Уроженец Портадауна, окончил Королевскую школу Данганнона, выступал во Всеирландской лиге в составе «Данганнона». В 1988 году дебютировал в межпровинциальном чемпионате Ирландии в составе «Ольстера» против «Коннахта». В 1996 году дебютировал в чемпионате Регбийного союза в составе «Бедфорд Блюз», через год перешёл в «Сарацины», с которыми выиграл Англо-валлийский кубок в 1998 году. В 1999 году вернулся в «Ольстер» и дебютировал с ним в Кельтской лиге, где в 2003 году завершил карьеру.

### Карьера в сборной
В сборной с 1990 по 2000 годы Джонс сыграл 59 игр и набрал 20 очков. Участвовал в чемпионатах мира 1995 и 1999 годов, с июня 1998 по апрель 1999 годов был капитаном ирландской сборной. Дебютировал 27 октября 1990 в игре против сборной Аргентины в Дублине (победа 20:18), последнюю игру провёл 11 ноября 2000 против Японии (победа 78:9), также в Дублине. Участник Кубка пяти наций 1993, 1994, 1995, 1996, 1997, 1998, 1999 и Кубка шести наций 2000. В составе сборной по регби-7 играл на первом в истории чемпионате мира в Гонконге в 1993 году и стал бронзовым призёром.

### После регби
Джонс окончил Дублинский университет по специальности «стоматология» и в настоящее время работает врачом в одной из клиник. В 2012 году он возглавил свою бывшую команду «Данганнон», сменив Джастина Фицпатрика; в 2014 году покинул этот пост, уступив Найджелу Брэди.

## Достижения
- Чемпион Ирландии: 2000/2001
- Победитель Англо-валлийского кубка: 1997/1998